# Palacio de Deportes de la Comunidad de Madrid
El Palacio de Deportes de la Comunidad de Madrid, denominado actualmente Movistar Arena por motivos de patrocinio, es un pabellón multiusos ubicado en el barrio de Goya, en el distrito Salamanca de la ciudad de Madrid, España.

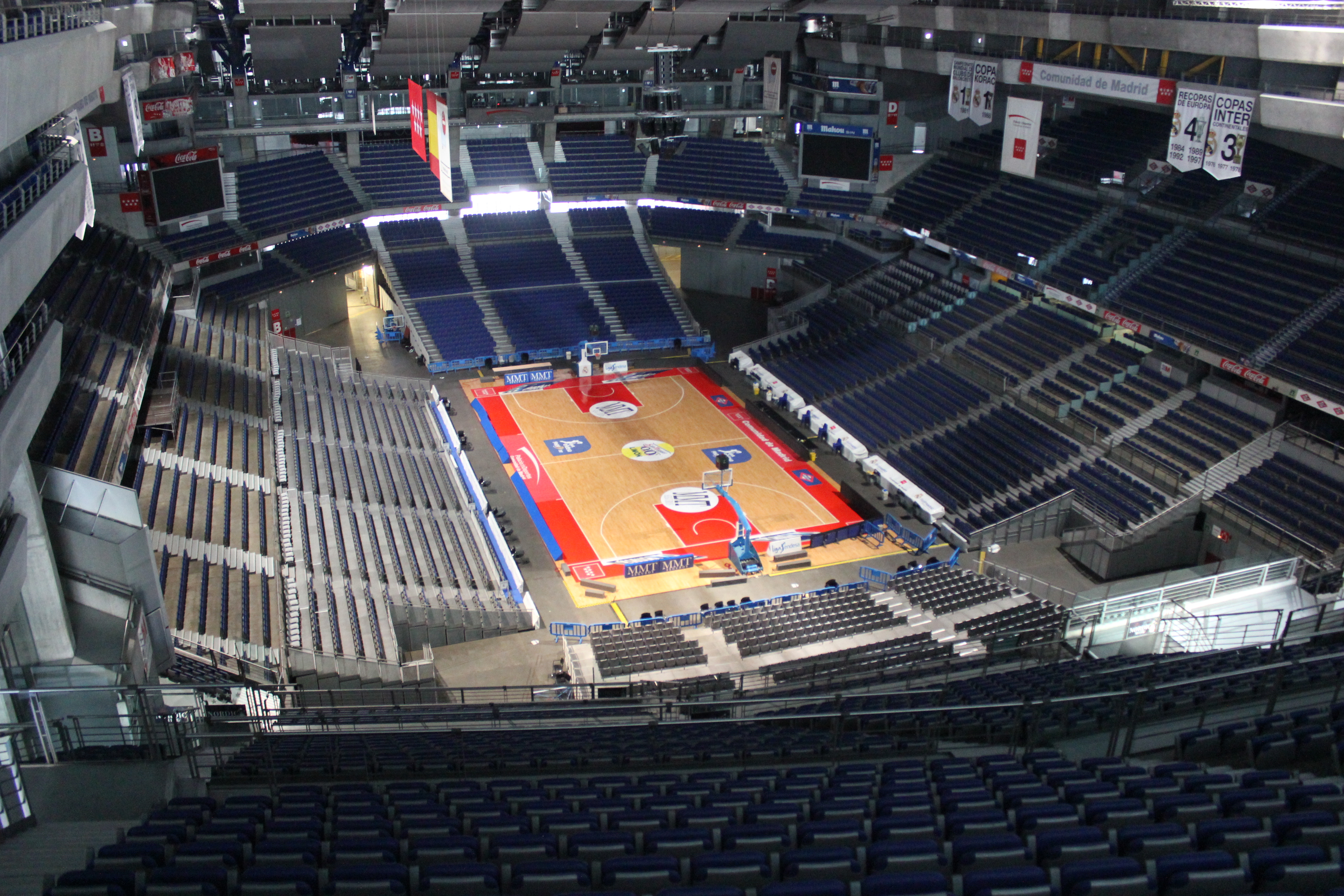
Vista del interior del Palacio de Deportes.

Posee una capacidad que varía en función de la actividad que albergue, pudiendo ampliar su aforo desde los 10 000 espectadores en competiciones atléticas hasta los 13 109 en los encuentros de baloncesto, o un máximo 17 400 en conciertos de formato 360 grados (es decir, con el escenario en medio de la pista y ocupando todas las gradas). Entre sus actividades, además de las dos citadas, se encuentran las de acoger eventos de atletismo, o partidos de balonmano, siendo el recinto deportivo de Madrid que más posibilidades ofrece. Actualmente es el escenario donde el Real Madrid de Baloncesto y el Club Baloncesto Estudiantes disputan sus encuentros como locales.

## Historia

### Antecedentes (1874-1960)
Hasta finales del siglo XIX el área donde se encuentra el Palacio de los Deportes era una zona de huertas en el perímetro de la ciudad, en la continuación de la calle Goya, al borde del ensanche que se había realizado a instancias del marqués de Salamanca. En 1872 el entonces alcalde de Madrid, el conde de Toreno, colocó la primera piedra de una nueva plaza de toros, ya que la anterior, ubicada junto a la Puerta de Alcalá, había sido derribada para la construcción del Plan Castro. Dos años después, el 4 de septiembre de 1874 fue inaugurada según proyecto de estilo neomudéjar de los arquitectos Lorenzo Álvarez Capra y Emilio Rodríguez Ayuso.
Debido al aumento de población de la ciudad y a la gran afición por la tauromaquia existente en Madrid, la plaza se quedó pequeña y en 1931 fue inaugurado un nuevo coso, la plaza Monumental de las Ventas junto al arroyo Abroñigal. Durante tres años la nueva plaza estuvo prácticamente sin uso, por lo que se siguieron celebrando corridas en la antigua. La última tuvo lugar el 14 de octubre de 1934. Una semana después, el 21 de octubre, se inauguró formalmente la plaza de Las Ventas. La plaza de la calle Goya, antecedente del Palacio de los Deportes fue derribada unos días después.
El solar quedó vacío durante años dado el estado de penuria en el que se encontraba el país tras la guerra civil española y los años de posguerra. Finalmente, en 1952, el alcalde José María Gutiérrez del Castillo promovió la construcción de un pabellón deportivo como el que ya existía en otras capitales europeas. En 1953 se convocó un concurso para la realización del palacio. En 1956 la Delegación Nacional de Deportes, se decantó por el proyecto de los arquitectos José Soteras y Lorenzo García Barbón, autores del Palacio de los Deportes de Barcelona, inaugurado un año antes para servir de sede a los Juegos Mediterráneos que se celebraron en la ciudad condal.

### El primer Palacio de Deportes (1960-1985)
El proyecto del Palacio de Deportes consistía en un edificio circular de 115 m de diámetro, construido en hormigón armado y con cubierta metálica. La obra costó 56 millones de pesetas. El aforo original iba de los 10 000 a los 16 000 espectadores dependiendo de la configuración de grada y de las actividades que se desarrollaran en su interior. Así, por ejemplo, para pruebas de ciclismo el aforo era de 10 609 y para combates de boxeo de 16 137. El Palacio fue inaugurado en 1960. En 1969 fue ampliado con pistas de baloncesto, ciclismo, hockey y atletismo.
Durante los años de vida de este primer Palacio de los Deportes se dieron cita en su interior un sinnúmero de competiciones deportivas de baloncesto, atletismo, boxeo, balonmano, artes marciales, ciclismo y gimnasia, así como de hípica, patinaje, hockey y hasta trial.

### El nuevo «Palacio de Deportes de la Comunidad de Madrid» (1985-2001)
En 1985 la titularidad del Palacio fue transferida mediante Real Decreto 653/1985 desde el Consejo Superior de Deportes a la Comunidad de Madrid, que emprendió una reforma integral del edificio. Desde entonces, el Palacio se renombró y pasó a ser conocido como «Palacio de Deportes de la Comunidad de Madrid». Este nuevo Palacio fue sede del Real Madrid, de 1986 hasta 1998, y del Estudiantes, de 1987 hasta 2001, cuando un incendio causado por un accidente durante unos trabajos de reparación de la cubierta lo destruyó de forma irrecuperable.

### El segundo «Palacio de Deportes de la Comunidad de Madrid» (2005-2014)

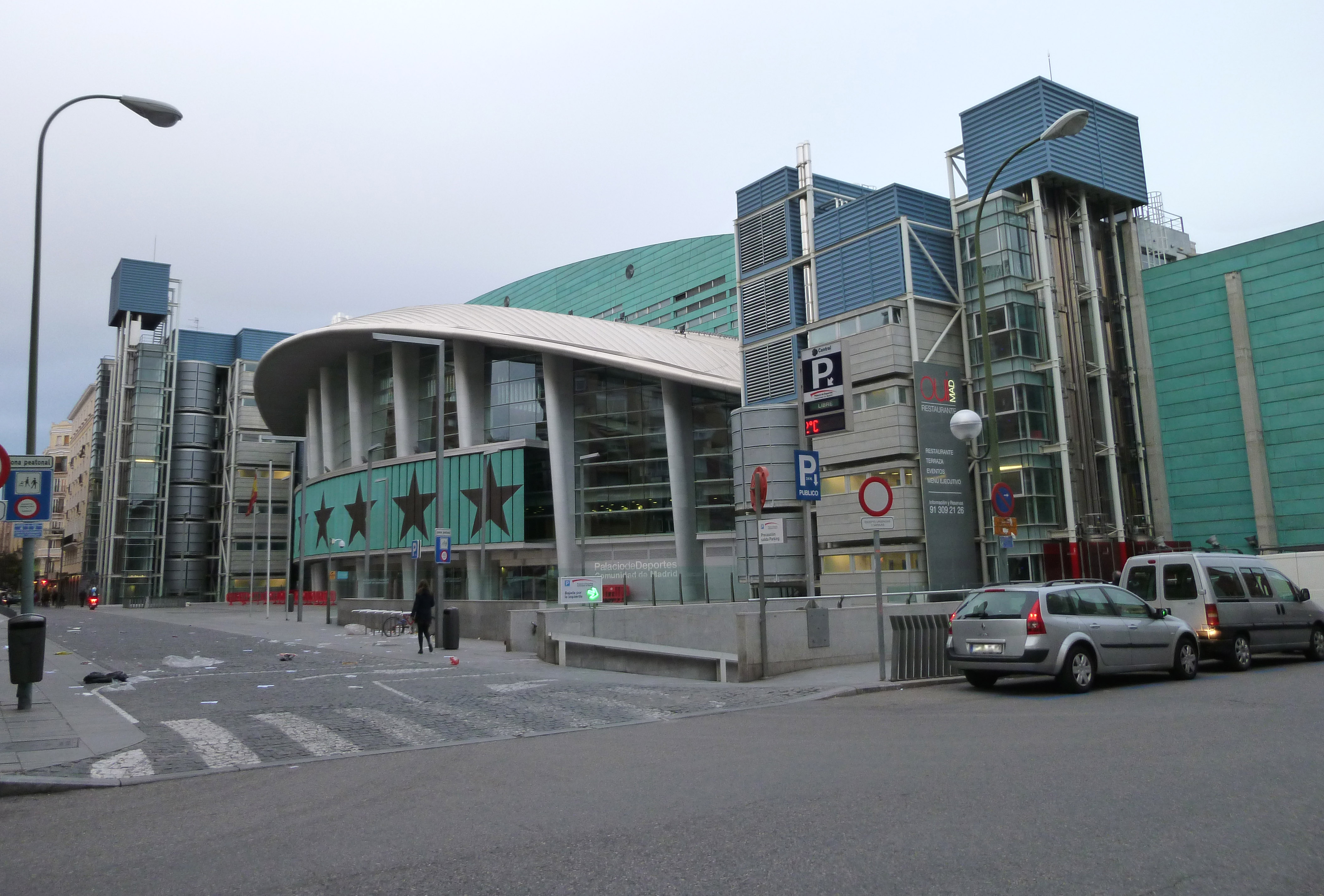
Fachada oeste del Palacio de Deportes en 2011.

Tras el incendio, la Comunidad de Madrid decidió construir un nuevo edificio en el mismo lugar. Fue proyectado por los arquitectos Enrique Hermoso y Paloma Huidobro. Su construcción se inició el 20 de febrero de 2002 con un presupuesto de 124 millones de euros. Se aprovechó del anterior edificio parte de la estructura, en concreto las fachadas de la Plaza de Salvador Dalí y avenida de Felipe II así como la parte posterior de la calle Fuente del Berro. Fue inaugurado el 16 de febrero de 2005 por el alcalde Alberto Ruiz-Gallardón y la presidenta de la Comunidad de Madrid Esperanza Aguirre.
Actualmente tanto el Estudiantes como la sección de baloncesto del Real Madrid C. F. juegan sus partidos en esta cancha.
Tiene una capacidad variable según la configuración que se adopte:
- Atletismo: 10 000 espectadores (con pista de 200 m de cuerda y 6 calles).
- Balonmano: 12 000 espectadores.
- Baloncesto: 13 109 espectadores.
- Conciertos: 15 500 espectadores.

### Gestión privada (2005- Actualidad)

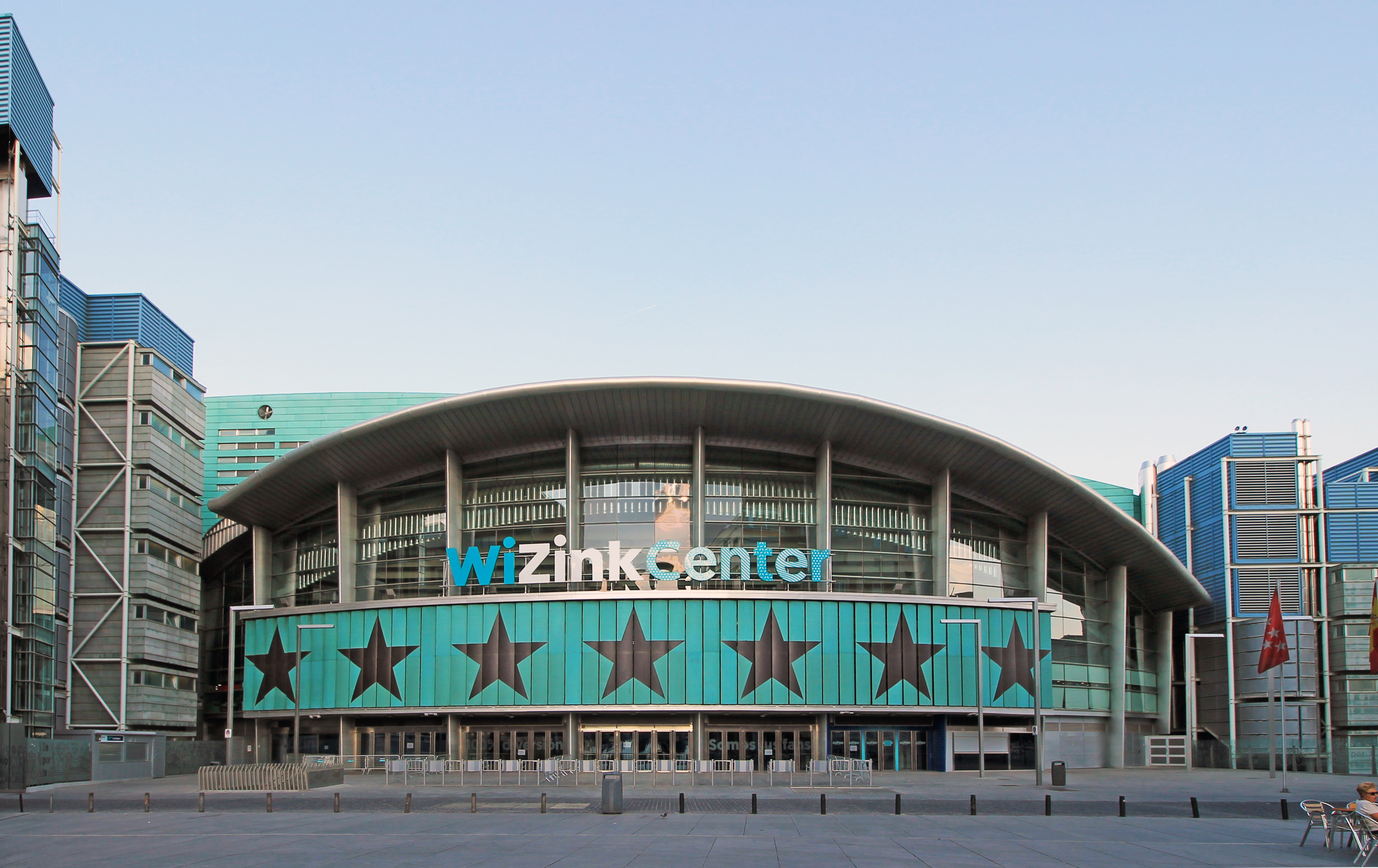
Fachada oeste del entonces llamado WiZink Center en septiembre de 2018.

En 2005 el Instituto Madrileño del Deporte adjudicó mediante un concurso público, la gestión del recinto a la empresa Madrid Deportes y Espectáculos S.A. cuyo contrato finalizó en 2013.
A partir de 2014 es Impulsa Eventos e Instalaciones S.A., por un periodo de diez años prorrogable cinco años más, quien gestiona el uso del pabellón, su imagen y los derechos de denominación.
Como consecuencia, se anunció que el Palacio de los Deportes se llamaría «Barclaycard Arena» a partir del 1 de septiembre de 2014, aunque luego se decidió llamarlo «Barclaycard Center» para evitar la relación del nombre con la tragedia del Madrid Arena. El acuerdo de patrocinio se cerró con Barclaycard, la unidad de medios de pago del Grupo Barclays. En 2014 estaba en proyecto una ampliación del pabellón hasta los 16 500 espectadores de capacidad. En noviembre de 2016, la entidad bancaria en línea Wizink adquirió las delegaciones de la compañía Barclaycard en España y Portugal, por lo que desde el 11 de noviembre de ese año la arena madrileña se comienza a denominar WiZink Center, hasta el 31 de diciembre de 2024.
El 16 de diciembre de 2024, Telefónica anunció que la compañía patrocinaría el Palacio de Deportes de la Comunidad de Madrid, modificando su nombre comercial a Movistar Arena a partir del 1 de enero de 2025. A día de hoy, popularmente se sigue conociendo como el WiZink Center, debido a la gran repercusión que tuvo su anterior nombre en la sociedad española.

## Ubicación y acceso
El Palacio de Deportes de la Comunidad de Madrid ocupa la manzana delimitada por la avenida Felipe II (situada al oeste en la confluencia con la calle Lombía) y las calles Goya (norte), Jorge Juan (sur) y Fuente del Berro (este).

### Metro
| Estaciones más cercanas | Línea(s) |
| ----------------------- | -------- |
| Goya                    |          |
| O'Donnell               |          |

### Autobús urbano
| Línea | Terminales                      |
| ----- | ------------------------------- |
| 26    | Tirso de Molina – Diego de León |
| 30    | Felipe II – Pavones             |
| 61    | Moncloa – Narváez               |
| C1    | Circular 1                      |
| C2    | Circular 2                      |
| E4    | Felipe II – Valdebernardo       |
| E5    | Manuel Becerra - El Cañaveral   |

### Alquiler público de bicicletas
- Estación 101 de BiciMAD.

## Localizaciones de cine
La antigua plaza de toros de Goya ubicada en el solar de este edificio aparece en varias películas mudas españolas, como Frivolinas (Arturo Carballo, 1926) y ¡Viva Madrid, que es mi pueblo! (Fernando Delgado, 1928).
En el solar que permaneció vacío tras la demolición de la plaza se organizaron actividades tales como la instalación de circos ambulantes. Una de estas actividades quedó recogida en el cortometraje El circo (Luis García Berlanga, 1950).
El Palacio de los Deportes, tanto en su exterior como en su interior, aparece en numerosas películas, como Los chicos (Marco Ferreri, 1959), 091, policía al habla (José María Forqué, 1960), A 45 revoluciones por minuto (Pedro Lazaga, 1969) y Piedras (Ramón Salazar, 2002).
Tras el incendio y la posterior inauguración del nuevo edificio, siendo ya Wizink Center, se rodó en su interior la primera escena de Campeones (Javier Fesser, 2018).